# Марія-Анастасія Володимирівна
Марі́я Володи́мирівна (?—?) — руська княгиня з роду Галицьких Ростиславичів династії Рюриковичів. Донька галицького князя Володимирка Володаровича. У католицькому хрещенні — Анастасі́я. 1151 року одружилася з краківським князем Болеславом Кучерявим.

## Сім'я
- Чоловік: Болеслав IV Кучерявий